# 拘留
拘留（こうりゅう）とは、自由刑に刑務作業義務による区分を設けている法制度において、作業義務を科さない刑罰のうち短期のものである。
さらに、作業義務のある懲役や作業義務のない、より長期の禁錮と区分する。

## 区別
拘留は既決の受刑者を刑事施設に拘置する刑罰である。
同音の勾留（こうりゅう）は未決の者を拘禁する手続であり別である。
区別するために、拘留を「テこうりゅう」、勾留を「カギこうりゅう」と読む場合がある。

## 各国では
アメリカ合衆国、イギリス、フランスなど自由刑に区分を設けない法制度の刑種について公的な資料などでは「拘禁刑」と表現されている。これらの国では長期の禁錮と短期の拘留のように刑種が別の区分になっていない。

また、アメリカ合衆国やイギリスなどの拘禁刑には刑務作業が定められている場合があるものの、日本などの懲役刑が刑務作業を刑罰の内容としているのに対し、アメリカ合衆国やイギリスなどの拘禁刑は刑務作業を刑罰の内容として位置づけているものではない。

## 日本の拘留

### 内容
1日以上30日未満（最長29日）の範囲で科される。同種の刑罰である禁錮より短期間である。しかし、禁錮と違って執行猶予を付すことはできないので、必ず「実刑」となる。刑法の規定上は「罰金より軽い刑」とされているが、刑事施設収容に伴い、必要な限度でその者の識別のための身体検査や、刑事施設の規律及び秩序を維持するため必要がある場合には、身体等の検査の措置が執られることとなる。
なお、懲役刑と違って作業はないが、禁錮刑と同様、受刑者が作業を行いたい旨の申出をした場合には、刑事施設の長は、作業を行うことを許すことができる。従来、刑法16条は単に「拘留は、一日以上三十日未満とし、刑事施設に拘置する。」と規定していたが、令和4年6月17日に、刑法等の一部を改正する法律（令和4年法律第67号）が公布され、新たに第2項で「拘留に処せられた者には、改善更生を図るため、必要な作業を行わせ、又は必要な指導を行うことができる。」と明文で規定された。

### 法定刑に拘留がある主な罪
- 公然わいせつ罪 （刑法174条）
- 暴行罪 （刑法208条）
- 侮辱罪 （刑法231条）
- 軽犯罪法違反の罪
- 民事訴訟法 193条違反（証人不出頭）の罪
- 酒に酔って公衆に迷惑をかける行為の防止等に関する法律 4条違反（酩酊者の公衆迷惑行為）の罪

その他、各種法令の軽微な違反に対する罰則規定に多い。
今のところ、拘留の法定刑の上限又は下限日数を個別に定めた罪はなく、「○○した者は、拘留に処する」のように規定されているので、法定刑の範囲は一律に1日以上30日未満である。

### 科刑状況
拘留判決が確定した人員は次のとおりである。
| 年     | 件数 |
| ------ | ---- |
| 2000年 | 81   |
| 2001年 | 71   |
| 2002年 | 77   |
| 2003年 | 38   |
| 2004年 | 51   |
| 2005年 | 26   |
| 2006年 | 21   |
| 2007年 | 13   |
| 2008年 | 7    |
| 2009年 | 16   |
| 2010年 | 6    |
| 2011年 | 8    |
| 2012年 | 5    |
| 2013年 | 4    |
| 2014年 | 4    |
| 2015年 | 5    |
| 2016年 | 6    |
| 2017年 | 5    |
| 2018年 | 1    |
| 2019年 | 3    |
| 2020年 | 5    |
| 2021年 | 5    |
| 2022年 | 6    |
| 2023年 | 5    |

拘留の科刑状況は年代によって大きく変化している。戦前では、裁判による拘留の有罪判決は年間400人以下であった。もっとも、微罪には違警罪即決例を適用して裁判を経ずに拘留を科すことが可能で、これが年間10万件以上あったので、拘留は最も多用される自由刑であった。戦後では、1948年に1,600人に拘留が科されたが、その後は漸減して2010年以降は年間10人未満となっている。

## 韓国の拘留
韓国の刑法にも拘留があり1日以上30日未満の自由刑である（韓国刑法46条）。こちらも同じ自由刑である禁錮より短期間の刑である。